# Корор (остров)
Корор (англ. Koror, яп. コロール島; также Ореор (англ. Oreor; палау Oreor, также Ernguul)) — остров в Тихом океане. Административно входит в состав штата Корор микронезийского государства Палау. На острове расположена бывшая столица государства, город Корор.

## География
Корор представляет собой относительно небольшой остров в западной части Тихого океана в составе островов Палау. Ближайший материк, Азия, расположен примерно в 2500 км.
С точки зрения геологии, остров имеет смешанное вулканическое и коралловое происхождение. Климат тропический. Остров подвержен негативному воздействию тропических циклонов. Часть Корора покрыта густыми тропическими лесами.

## История
Точное имя первооткрывателя острова неизвестно. Однако с XIX века Корор регулярно посещали европейские торговцы и путешественники. В 1843 году остров посетил британский путешественник Эндрю Чейни, который создал на нём медицинскую станцию. Впоследствии во время повторного визита в 1865 году мореплавателя чуть не убили местные вожди, разозлившиеся на то, что Чейни выкупил часть острова Бабелдаоб и заставил местных жителей собирать для него голотурии, высоко ценившиеся в западных странах. Однако убийство всё-таки состоялось, но уже в 1866 году.

## Население
Согласно переписи населения 2005 года, численность населения Корора составляла около 12 676 человек. Крупнейший населённый пункт — город Корор, имевший до 2006 года статус столицы Палау.

## Экономика
Основа экономики — сельское хозяйство, рыболовство. Активно развивается туризм.